# 박혜자
박혜자(朴惠子, 1956년 5월 23일 ~ )는 더불어민주당 소속의 제19대 국회의원이다.

## 학력
- 광주대성초등학교 졸업
- 전남여자중학교 졸업
- 전남여자고등학교 졸업
- 이화여자대학교 정치외교학과 졸업
- 이화여자대학교 대학원 정치학 석사
- 오리건 대학교 이학 석사
- 서울시립대학교 대학원 행정학 박사

## 경력
- 광주 YMCA 시정지기단 자문위원
- 지방자치단체 합동평가단 평가위원
- 정부혁신지방분권위원회 전문위원
- 전라남도 복지여성국 국장
- 호남대학교 행정학과 교수
- 호남대학교 인문사회과학대학장
- 제19대 국회의원
- 2013.05 ~ 2014.03 : 민주당 최고위원
- 2014.03 ~ 2014.07 : 새정치민주연합 최고위원
- 2015.01 ~ 2015.12 : 새정치민주연합 광주광역시당 위원장
- 2015.12 ~ 2016.05 : 더불어민주당 광주광역시당 위원장
- 2016.07 ~ 2018.02 : 더불어민주당 광주광역시당 서구 갑 지역위원회 위원장
- 2017.04 ~ 2017.05 : 제19대 대통령선거 더불어민주당 문재인 후보 중앙선거대책위원회 대변인
- 2019.04 ~ 2021.11 : 제10대 한국교육학술정보원 KERIS 원장

## 의정 활동

### 19대
- 2012.05 ~ 2016.05 : 제19대 국회의원(광주 서구 갑)
- 2012.07 ~ 2014.05 : 제19대 국회 전반기 윤리특별위원회 위원
- 2013.04 ~ 2016.05 : 제19대 국회 전반기, 후반기 교육문화체육관광위원회 위원
- 2014.06 ~ 2016.05 : 제19대 국회 후반기 여성가족위원회 위원
- 2015.06 ~ 2016.05 : 제19대 국회 후반기 예산결산특별위원회 위원

## 역대 선거 결과
|  | 42.11% |

|  | 22.72% |